# Loxoblemmus beybienkoi
Loxoblemmus beybienkoi is een rechtvleugelig insect uit de familie krekels (Gryllidae). De wetenschappelijke naam van deze soort is voor het eerst geldig gepubliceerd in 1977 door Bhowmik.